# Hermsdorf/Erzgeb.
Hermsdorf/Erzgeb., Hermsdorf/Erzgebirge – miejscowość i gmina w Niemczech, w kraju związkowym Saksonia, w okręgu administracyjnym Drezno, w powiecie Sächsische Schweiz-Osterzgebirge, wchodzi w skład wspólnoty administracyjnej Altenberg.